# 陳紹禮
陳紹禮教授（Professor Siu-Lai CHAN）是香港理工大學土木及結構工程學系教授、香港鋼結構學會會長、結構工程師註冊事務委員會前候補委員、香港工程師學會教育及考試事務委員會成員。
在香港理工大學干預民主牆事件中，陳紹禮擔任學生紀律委員會主席。

## 外部連結
- CSE - Department of Civil and Structural Engineering，香港理工大學
- CHAN （页面存档备份，存于），香港理工大學
- SL Chan （页面存档备份，存于），香港鋼結構學會